# Едфу
Едфу (Ідфу, давньоєгипет. Бехдет (bḥd.t) або Джеба (ḏb3), дав.-гр. Ἀπόλλωνος πόλις μεγάλη) — місто на західному березі Нілу за 100 км на південь від Луксора.
Столиця II нома Верхнього Єгипту, культовий центр бога Гора Бехдетського, якого греки ототожнювали з Аполлоном.

## Клімат
Місто знаходиться у зоні, котра характеризується кліматом тропічних пустель. Найтепліший місяць — липень із середньою температурою 32.5 °C (90.5 °F). Найхолодніший місяць — січень, із середньою температурою 15.4 °С (59.7 °F).
| Клімат Едфу             | Клімат Едфу | Клімат Едфу | Клімат Едфу | Клімат Едфу | Клімат Едфу | Клімат Едфу | Клімат Едфу | Клімат Едфу | Клімат Едфу | Клімат Едфу | Клімат Едфу | Клімат Едфу | Клімат Едфу |
| Показник                | Січ.        | Лют.        | Бер.        | Квіт.       | Трав.       | Черв.       | Лип.        | Серп.       | Вер.        | Жовт.       | Лист.       | Груд.       | Рік         |
| Середня температура, °C | 15,4        | 17,3        | 21,1        | 26          | 29,6        | 32,2        | 32,5        | 32,2        | 30,5        | 27,1        | 21,3        | 17          | 25,2        |
| Норма опадів, мм        | 0.1         | 0           | 0.1         | 0.1         | 0.1         | 0           | 0           | 0           | 0           | 0.6         | 0.2         | 0           | 1.2         |
| Днів з опадами          | 0           | 0           | 0           | 0           | 0,1         | 0           | 0           | 0           | 0           | 0,1         | 0,1         | 0,1         | 0,4         |
| Вологість повітря, %    | 46.9        | 39.1        | 32.3        | 27          | 24          | 23.9        | 26.8        | 28.8        | 31.8        | 36.1        | 43.7        | 48.5        | 34.1        |
| ----------------------- | ----------- | ----------- | ----------- | ----------- | ----------- | ----------- | ----------- | ----------- | ----------- | ----------- | ----------- | ----------- | ----------- |
| Джерело: Weatherbase    |             |             |             |             |             |             |             |             |             |             |             |             |             |

## Археологічні дослідження
Французькі (1921—1933) І франко-польські (1936—1939) розкопки відкрили велику частину стародавнього міста та некрополь. Тут були виявлені численні мастаби часів VI династії, у тому числі обожненого Ізі, правителю II нома при царях Джедкара Ісесі та Пепі I. За життя він був візиром, суддею, розпорядником царських архівів і «великим Десятки Півдня», а після смерті вважався як місцевий святий. Знайдено також сліди кладовища Першого перехідного періоду та Середнього царства.

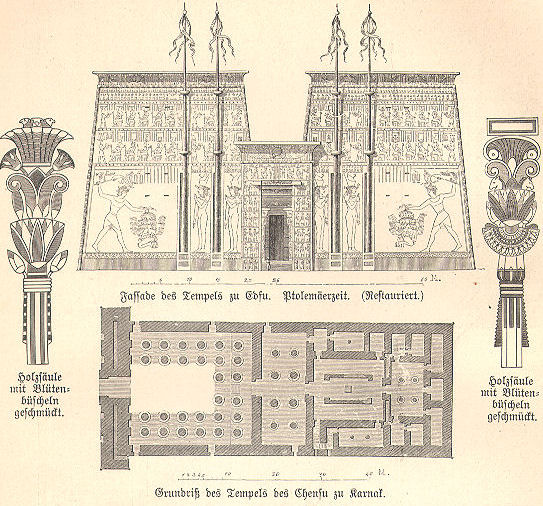
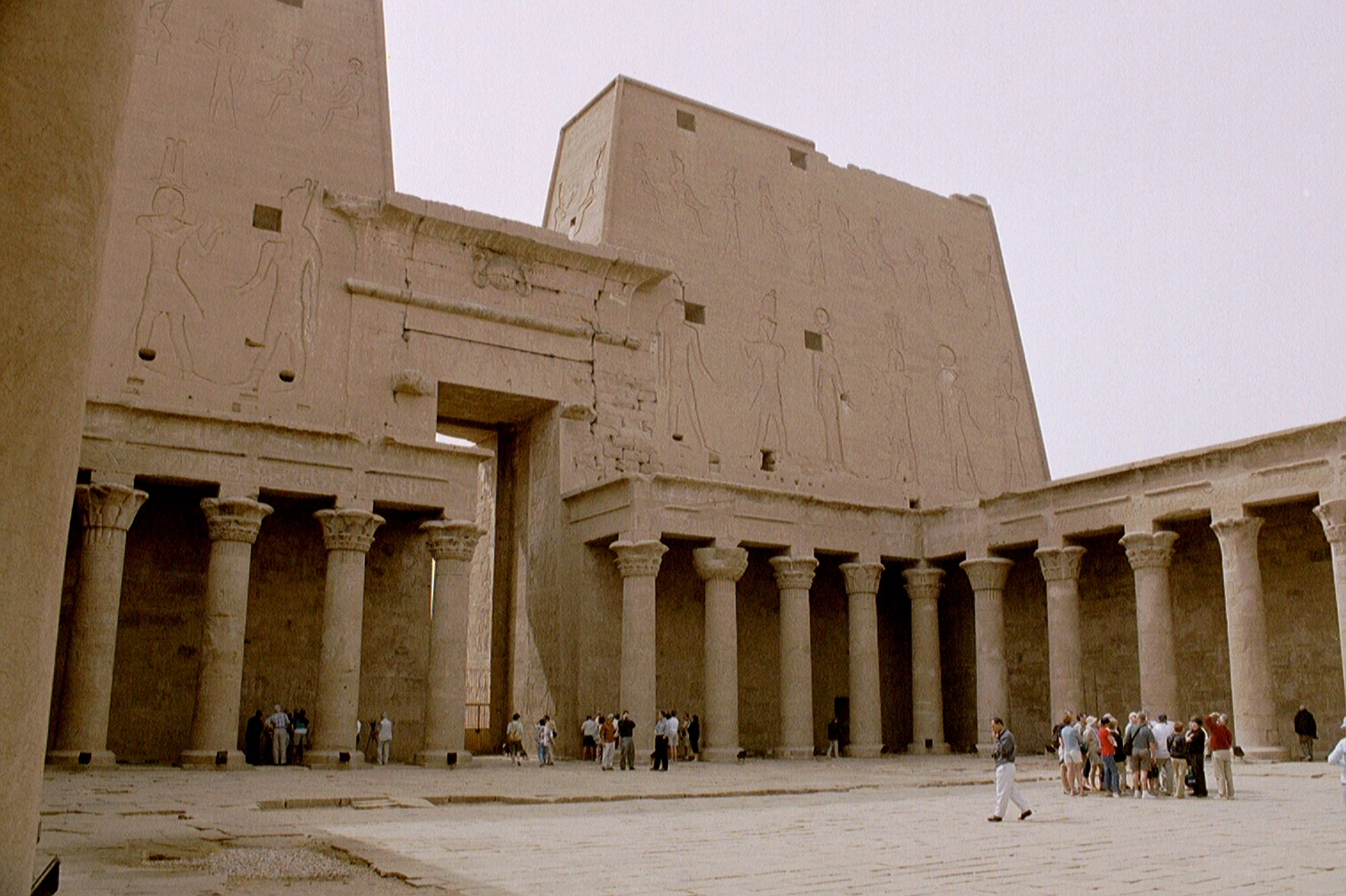
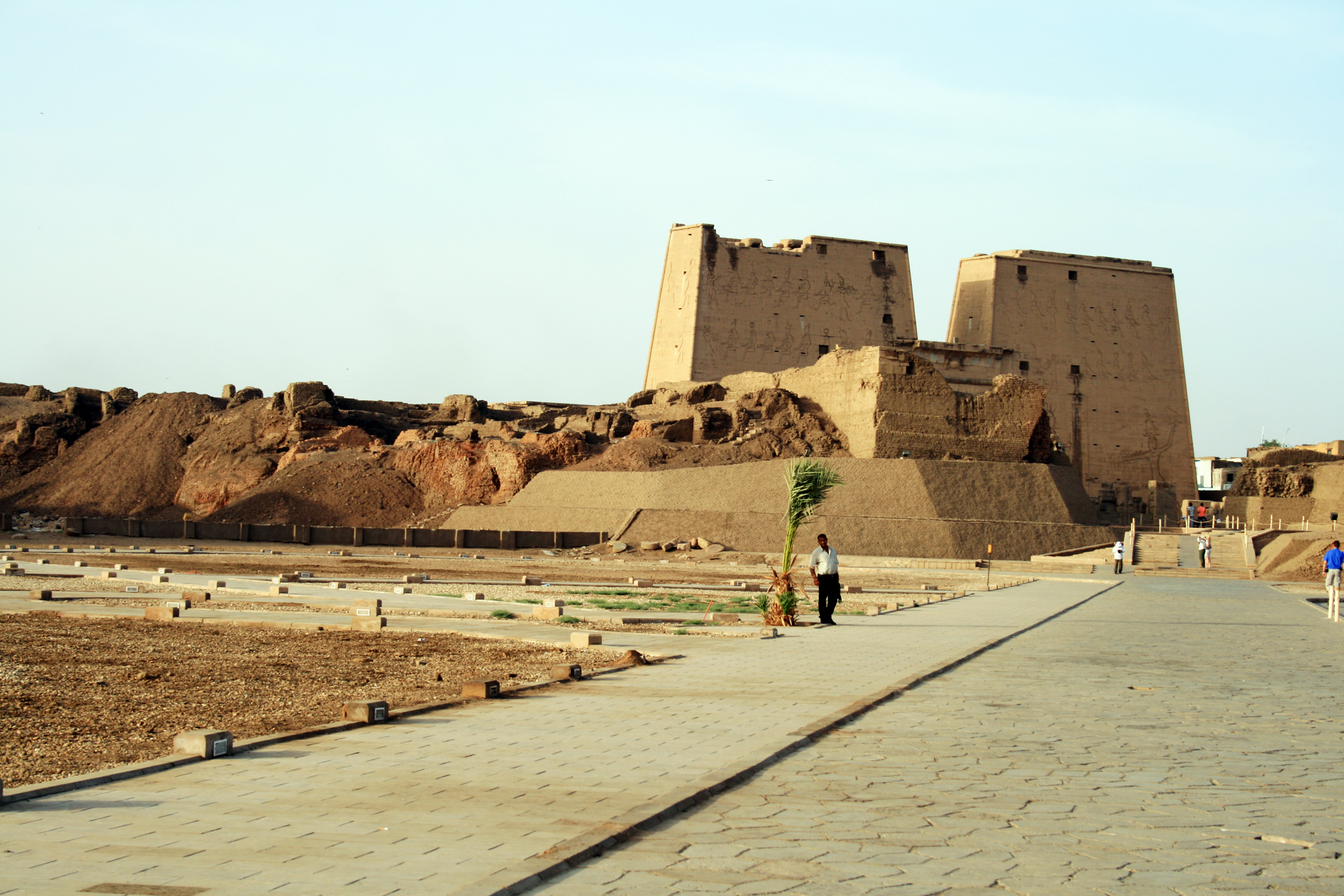
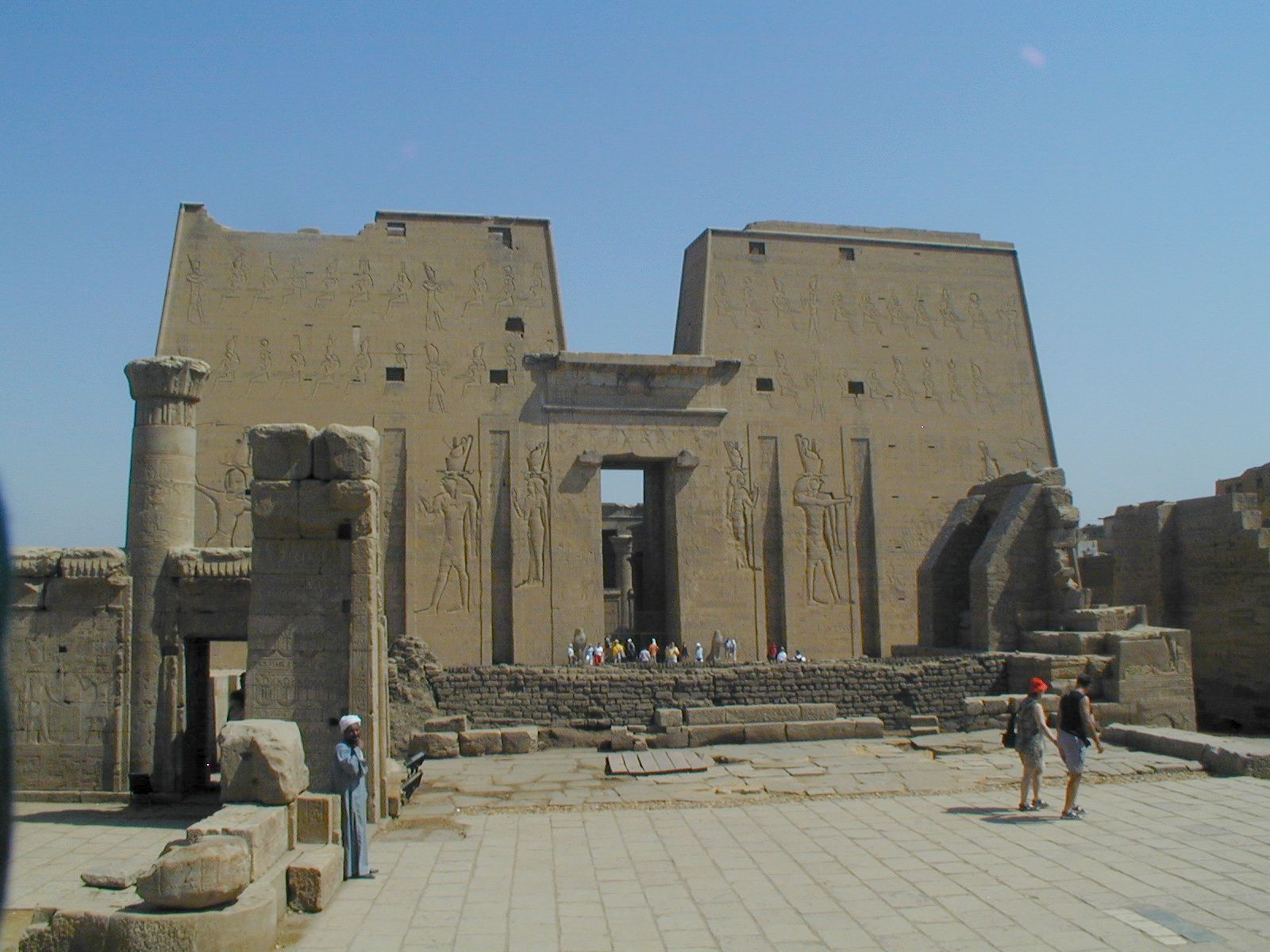
Пілон храму
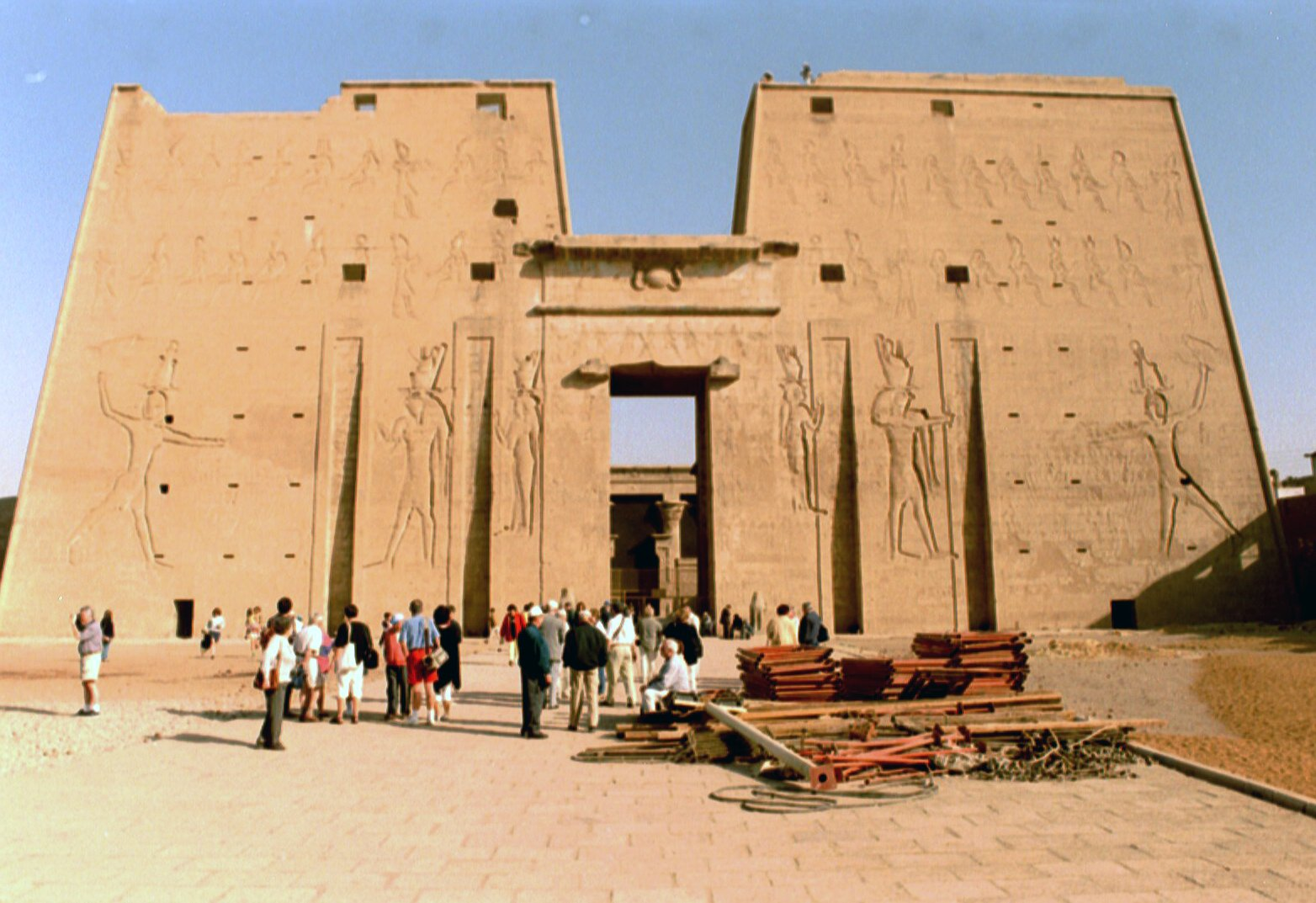
Пілон храму
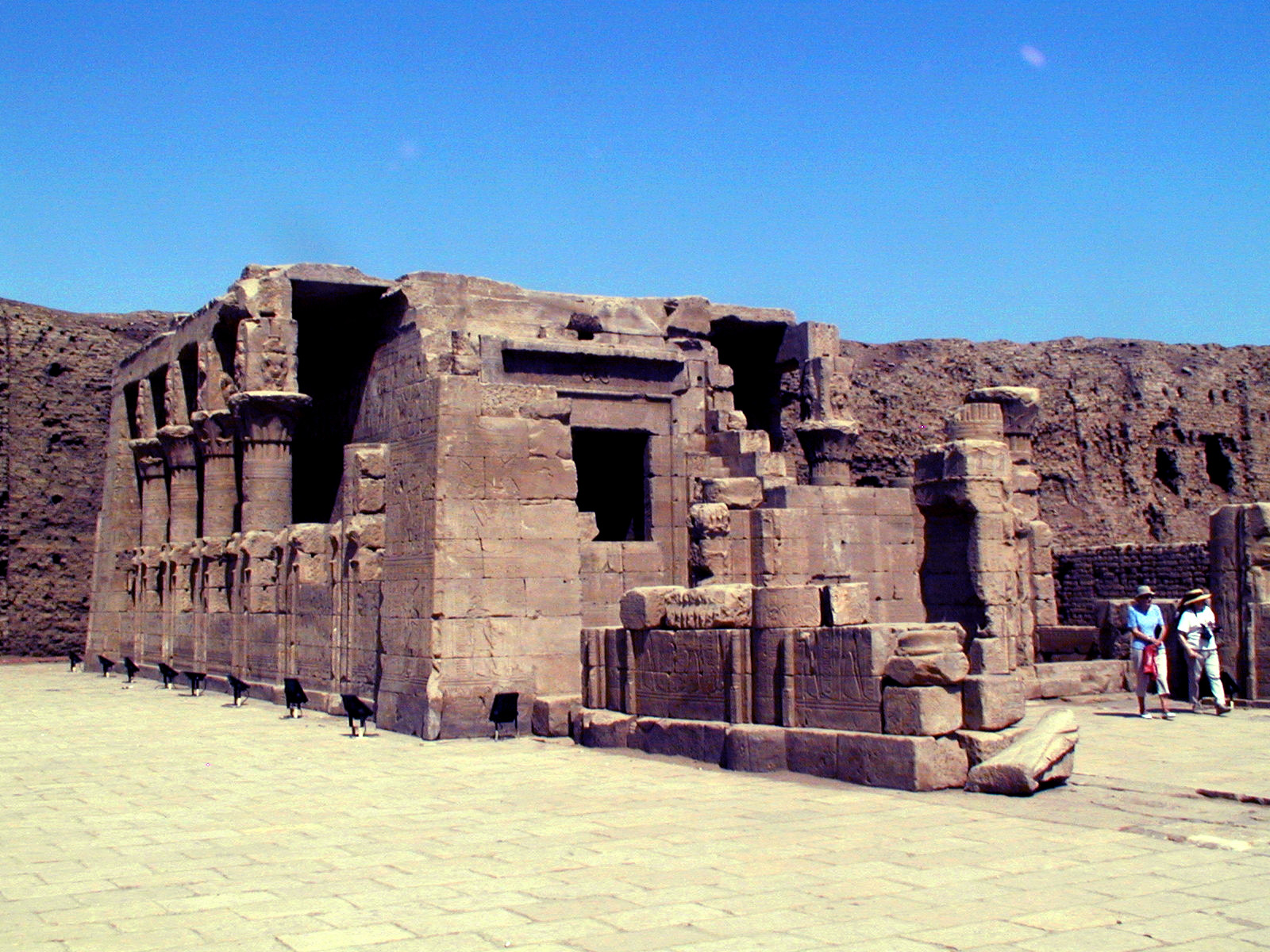
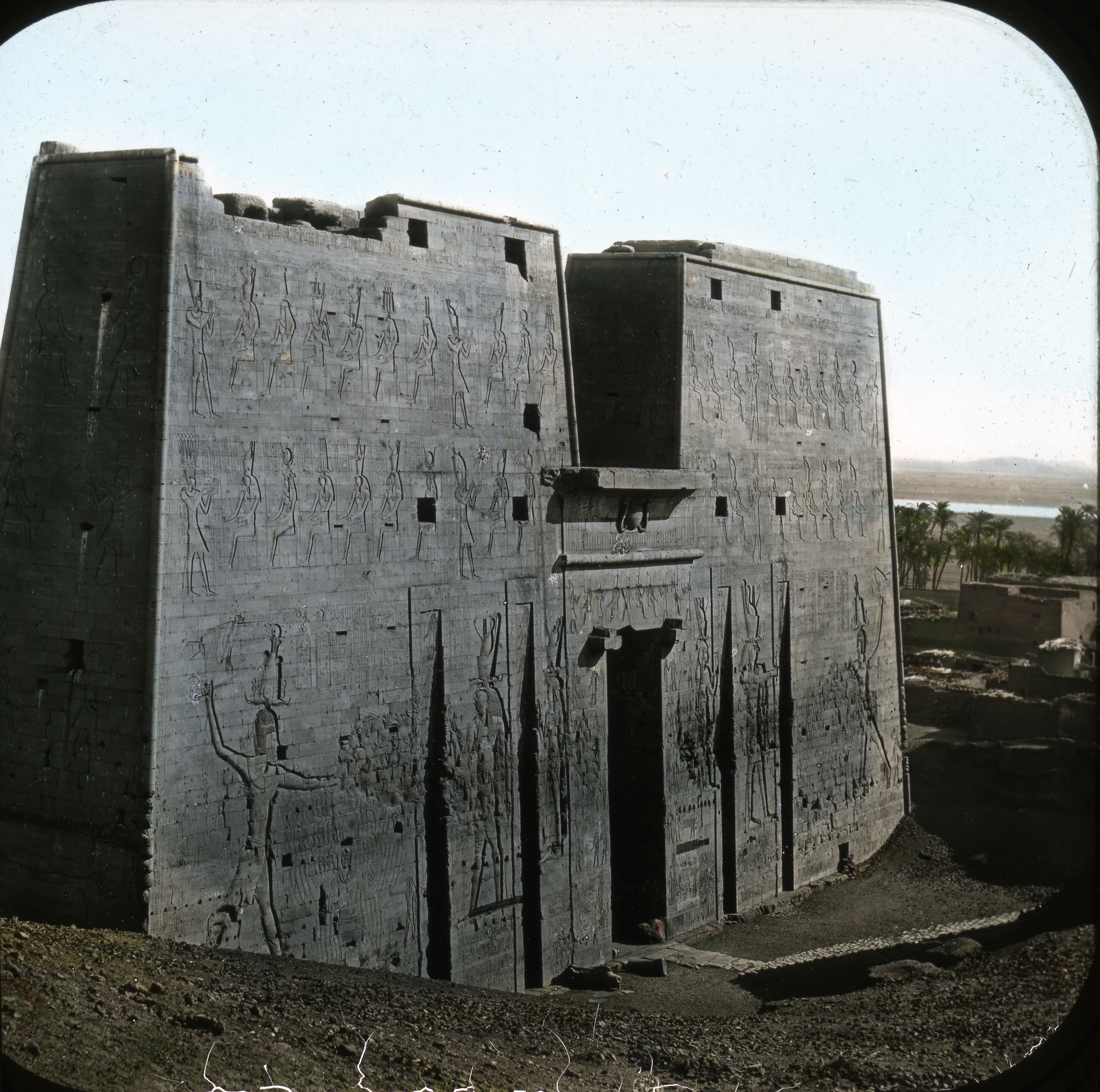
До 1923
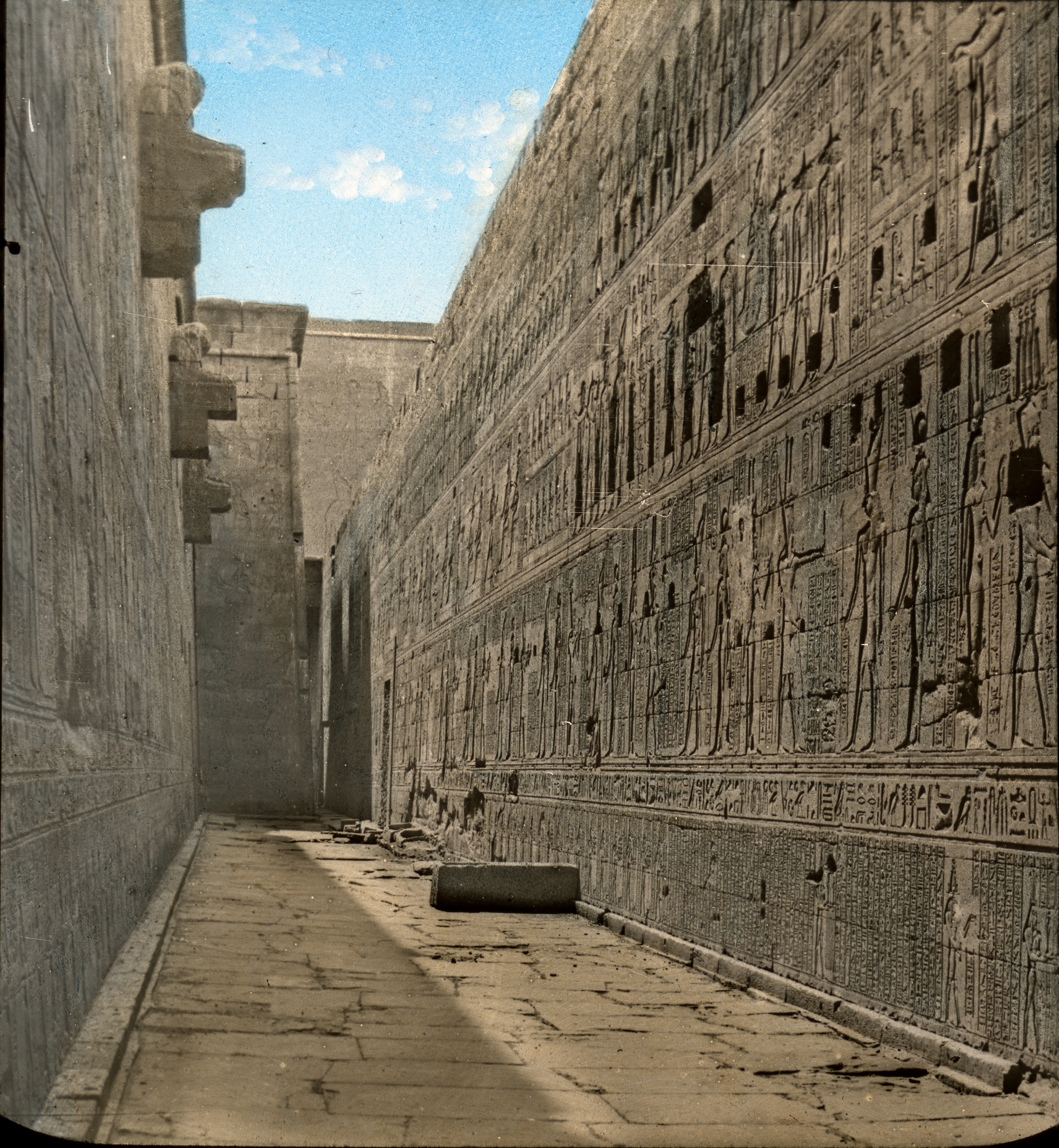
До 1923
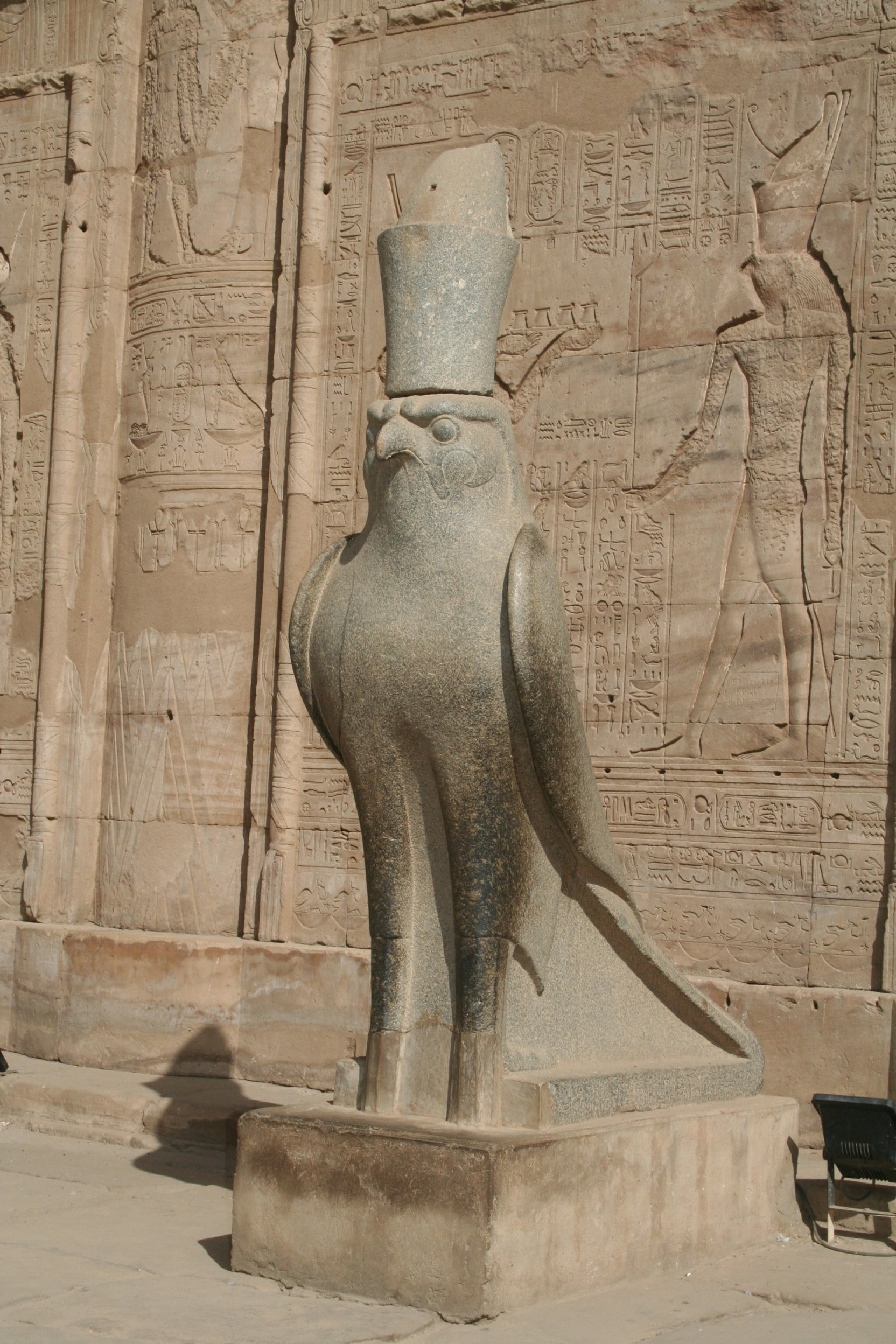
Гор Бехдетський
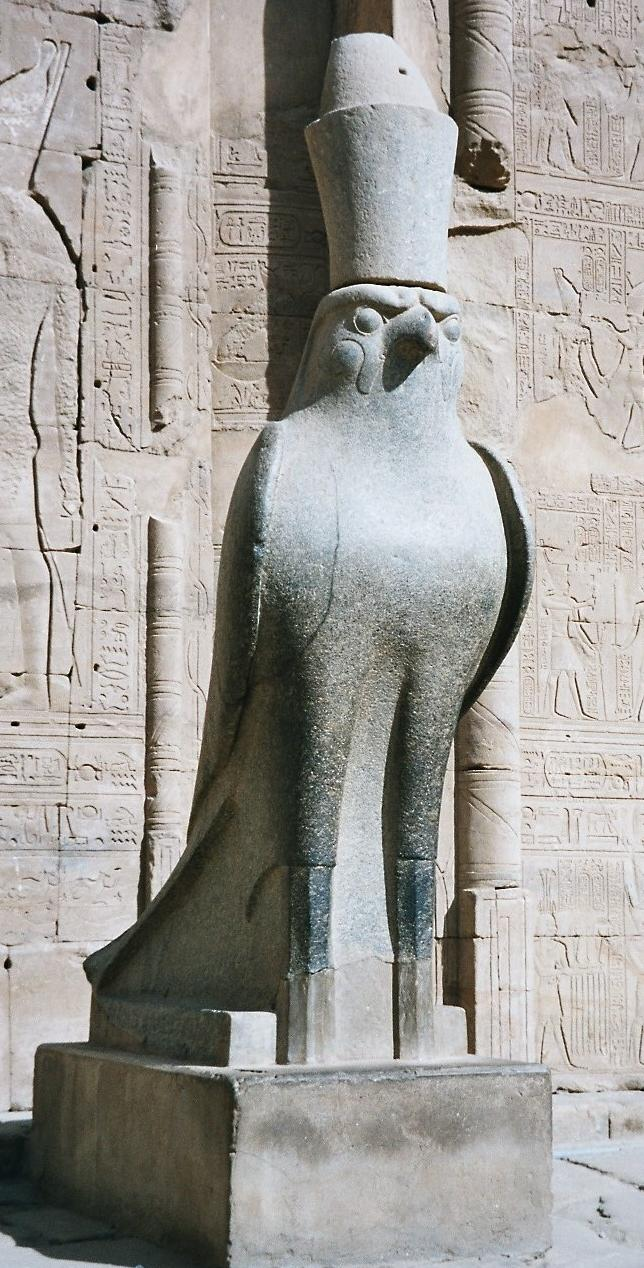
Гор Бехдетський
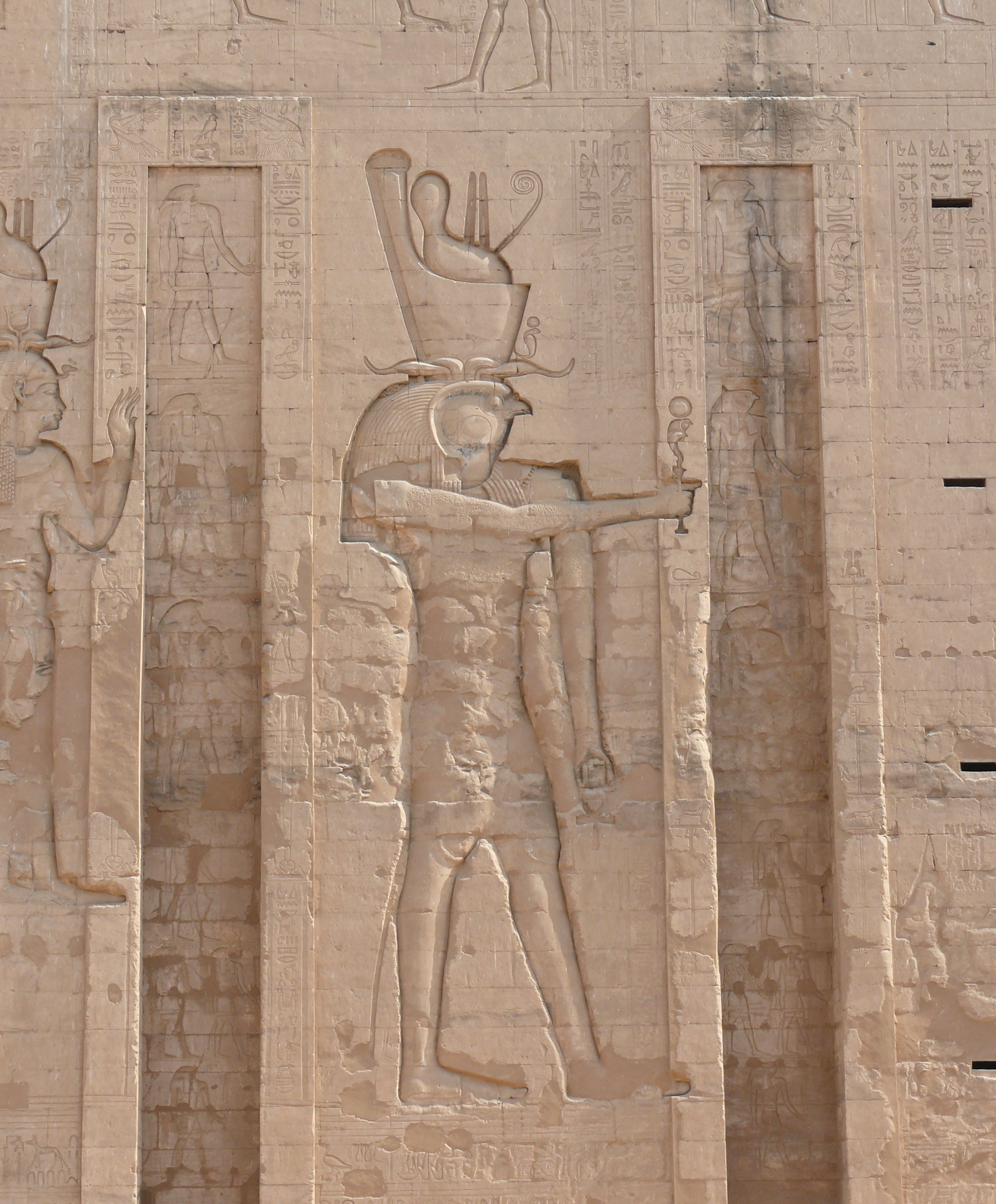
Рельєф Гора у храмі в Едфу